# Getekend Olrik
Getekend Olrik, oorspronkelijke Franse titel Signé Olrik, is het dertigste album uit de reeks Blake en Mortimer, en het achtste dat door scenarist Yves Sente en tekenaar André Juillard geschreven werd op basis van de personages van Edgar P. Jacobs. Het verhaal speelt zich af in het najaar van 1958 of het voorjaar van 1959 en bevindt zich dus chronologisch tussen de albums 24 (Het Testament van William S.) en 8 (S.O.S. Meteoren).
Na het afwerken van het album en voor publicatie overleed tekenaar André Juillard. In het album is een in memoriam voor Juillard opgenomen.
In september en oktober 2024 was er een prepublicatie van het stripverhaal in het Bretoens dagblad Le Télégramme.

## Plot
De Security Service (MI5) onder leiding van kapitein Francis Blake staat op scherp: een terroristische groepering van Cornish separatisten, de Free Cornwall Group, dreigt in de nabije toekomst aanslagen te plegen om het aanstaande bezoek van prins Charles aan de regio te verstoren.
Wat Blake niet weet, is dat de leider van deze kleine groep, de mysterieuze Grote Druïde, van plan is een beroep te doen op kolonel Olrik, die momenteel gevangen zit in de gevangenis van Wandsworth te Londen, om hem te helpen zijn doel te bereiken: het graf van de legendarische koning Arthur vinden in Avalon en het beroemde zwaard Excalibur gebruiken om Cornwall te "bevrijden".
Tegelijkertijd heeft professor Philip Mortimer zojuist een revolutionair nieuw model graafmachine uitgevonden, die hij de Mol heeft genoemd. En juist in Cornwall, een historische mijnstreek met tinmijnen, wil de professor zijn nieuwe uitvinding een eerste maal testen.
De Free Cornwall Group weet de Mol te ontvreemden en gebruikt deze om te graven naar het graf van Koning Arthur. Hiervoor is Olrik een belangrijke handlanger omdat hij de Mol, waarvan de besturing veel gelijkenissen vertoont met de Zwaardvis, kan bedienen. De Grote Druïde en Olrik slagen er ook in de laatste rustplaats van Koning Arthur in de grot te bereiken, achtervolgd door Blake en Mortimer. De grot stort evenwel in, Olrik slaagt nog aan alles en iedereen te ontsnappen, volgens de legende gered door de schede van Excalibur in handen te hebben, die hem ook het eeuwige leven zou verlenen, de Grote Druïde verdrinkt in een ondergronds meer, naar beneden getrokken door een mythisch vrouw van het meer, Blake en Mortimer slagen er in met de Mol te ontsnappen terug naar de oppervlakte, waarbij het oersterke zwaard Excalibur die ook in de instorting bedolven raakt, een rotsblok op afstand houdt en hun leven redt.

## Historische gebeurtenissen en verwijzingen naar historische sites
- De Intelligence Service, Scotland Yard en kapitein Blake vernemen voor het eerst van de dreigende plannen van de Free Cornwall Group door pamfletten die boven het centrum van Londen worden uitgestrooid vanuit een Westland Lysander.
- Het fictieve eiland Corineus zou (ook door de periodische bereikbaarheid in functie van de getijden via een dijk kunnen duiden op St Michael's Mount. Het ligt bij het fictieve dorp Longval, dat enkele kilometers van Penzance wordt gesitueerd, mogelijk Marazion. Ook de vissershaven van de parish Mousehole, in dezelfde baai van Penzance, figureert in het verhaal.
- Meerdere elementen van de Koning Arthursage zoals het graf van Koning Arthur en Excalibur figureren in het album naast verwijzingen naar de abdij van Glastonbury, de grens van Cornwall gevormd door de Tamar, het kasteel van Tintagel met de grot van Merlijn. Het mythische eiland Avalon wordt in dit verhaal dus gesitueerd in de onmiddelijke omgeving van het schiereiland van Tintagel, bereikbaar door de Mol te laten graven vanuit de grot van Merlijn.
- Mortimer ontmoet op de treinreis naar Cornwall Rajesh, een Indiër die in de tinmijnen in Cornwall komt werken uit Himachal Pradesh, een staat met historische stad Simla die hij een jaar eerder bezocht bij de avonturen in De Sarcofagen van het 6e Continent.